# Wilhelm von Tangen Hansteen

Wilhelm von Tangen Hansteen (né le 11 mai 1896 et mort le 6 septembre 1980) est un général norvégien qui a été le commandant en chef des Forces armées royales.